# Otekaieke (rivière)
La rivière Otekaieke  (en anglais : Otekaieke River) est un cours d’eau de la région d’Otago dans l’Île du Sud de la Nouvelle-Zélande.

## Géographie
C’est un affluent du fleuve Waitaki.